# Семиз Ахмед-паша
Семи́з Ахме́д-паша́, также Гюзе́ль Ахме́д-паша́ (умер в 1580) — великий визирь Османской империи (11 октября 1579 — 28 апреля 1580). Супруг единственной дочери Михримах-султан и Рустема-паши — Айше Хюмашах-султан. Ввиду того, что Семиз Ахмед-паша великим визирем был короткое время и никакими великими деяниями не прославился, он был не самой заметной фигурой в истории Османской империи. Семиз Ахмеда-пашу часто путают с другими персонами — чаще всего с Шемси Ахмедом-пашой; оба они носили одинаковые имена, жили и умерли примерно в одно время.

## Биография
Семиз Ахмед-паша родился предположительно в Албании. Однако Стефан Герлах сообщает, что габсбургским послам в 1576 году он представился их земляком. Информации о первых годах жизни нет, как нет и информации о годе рождения. В 1573 году Андреа Бадоаро, венецианский посланник в Стамбуле, писал, что Ахмеду-паше около сорока пяти лет.
Обучался в Эндеруне, первая известная официальная должность — капыджибаши (начальник внутренней охраны султанского дворца). Возможно, он участвовал в Нахичеванской экспедиции Сулеймана в 1554 году. Известно, что в 1558 году был агой янычар. 14 июля 1563 назначен шестым визирем. В 1563—1564 годах был бейлербеем Анатолии, потом бейлербеем Румелии.
В 1566 году стал четвёртым визирем. По словам источников, четвёртым визирем он был к началу Сигетварской операции.
Во время осады Сигетвара был в свите Сулеймана и курировал строительство моста. Принимал участие в мероприятиях по сокрытию смерти Сулеймана от армии в Сигетваре, хотя в этом случае источники возможно путают его с Шемси Ахмедом-пашой.
Во время возведения на трон Селима II янычары взбунтовались, высказывали недовольство невыплатой жалования, оскорбляли визирей, сопровождавших султана. Они даже проклинали останки Сулеймана и угрожали его гробу. Пертев-пашу сбросили с лошади и сбили с головы тюрбан, Пияле-пашу, попытавшегося уговорить их успокоиться, стащили с лошади, напали на Ферхада-пашу и его лошадь. Семиз Ахмед-паша и Соколлу Мехмед-паша вовремя сориентировались и начали разбрасывать горстями монеты, и это помогло визирям отступить к воротам. Селим объявил о раздаче подарков и повышении оплаты для янычар; это разрядило обстановку и успокоило их. В этот период Пиале-паша был вторым визирем, а Семиз Ахмед-паша — третьим.

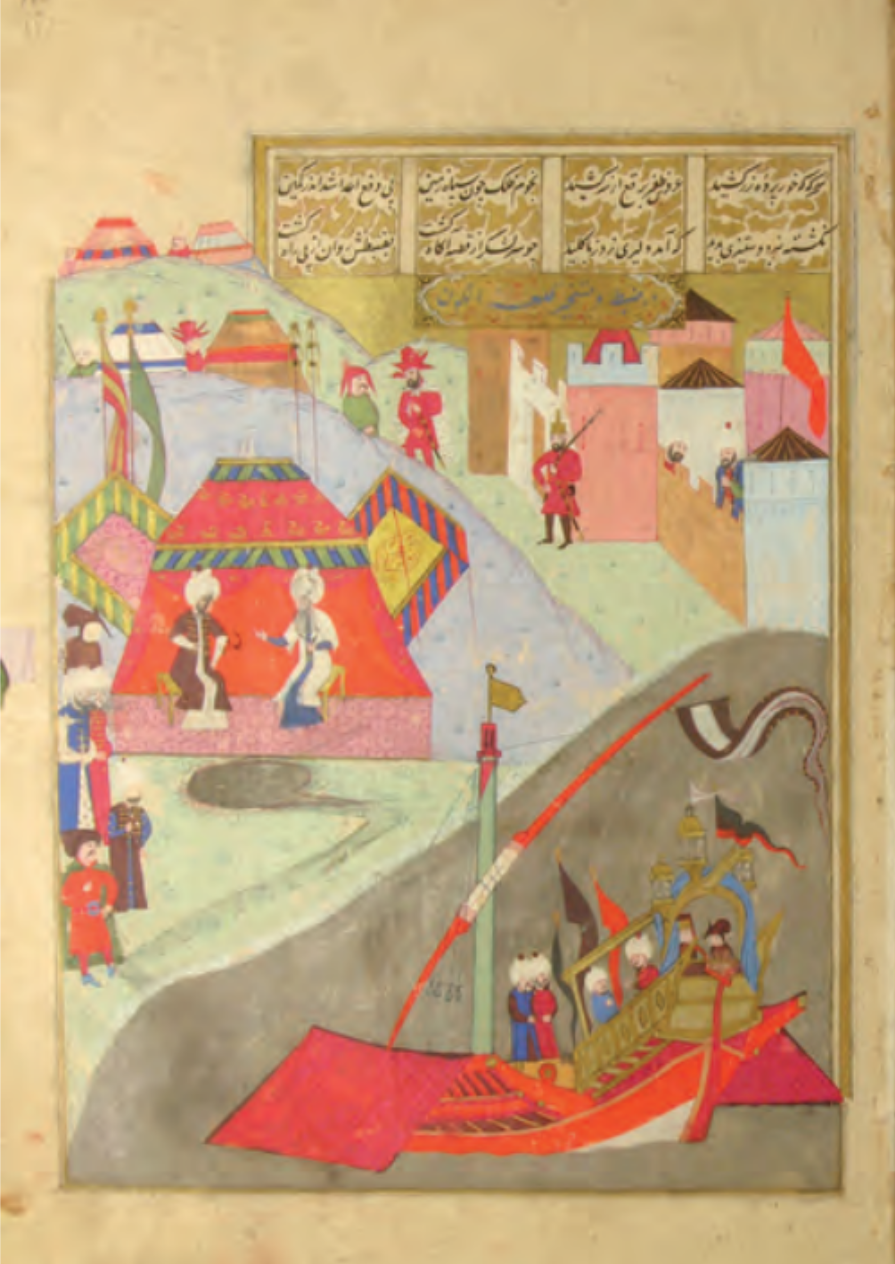
Захват крепости в Далмации. Шехнаме-и Селим хан, TSM, A3595, fol.117a

В апреле 1571 года вместе с бейлербеем Румелии Хюсейном-пашой провёл кампанию в Далмации. Они захватили Будву, Бар и Ульцинь. Некоторое время Ахмед-паша провел в Салониках. Селаники пишет о его отставке в 1573 году с пенсией 300 000 акче, но отставка оказалась непродолжительной. Тёща Ахмеда-паши, Михримах-султан, использовала своё влияние на брата-султана, и Ахмед-паша опять был назначен третьим визирем. Возможно, этот случай показывает, что Ахмед-паша уже был в оппозиции великому визирю.
В 1574 году умер Селим II и на престол взошёл его сын Мурад III. На положении Ахмеда-паши и Айше Хюмашах это никак не отразилось. 23 августа 1575 года во дворце Ахмеда-паши и Айше Хюмашах-султан произошел пожар, сильно повредивший большой зал, и султан распорядился выплатить из казны 10 000 золотых монет для покрытия расходов на восстановление. 15 ноября 1576 года с большой помпой было отпраздновано обрезание двух сыновей Ахмеда-паши.
В 1578 году после смерти Пиале-паши Ахмед-паша стал вторым визирем. 13 октября 1579 года после убийства Соколлу Мехмеда-паши Семиз Ахмед-паша был назначен на пост великого визиря, однако пробыл в этой должности не более полугода. В это время Османская империя вела войну с Персией. Сардаром экспедиции был Лала Мустафа-паша. Во время своего визирата Ахмед-паша поддержал Коджу Синана-пашу, назначив его сердаром вместо Лала Мустафы-паши. Им был назначен визирем Сиявуш-паша, произведены другие замены среди крупных чиновников. При нём был выпущен фирман, регламентирующий форму одежды немусульман, например, евреям предписывалось носить головной убор красного цвета.
Семиз Ахмед страдал недомоганием, связанным с мочевым пузырем, и 23 апреля 1580 года из-за обострения болезни был не в состоянии проводить диван, который провел Лала Мустафа-паша. Через четыре дня в среду вечером 27 апреля 1580 он умер. Похоронен в тюрбе Гузель Ахмеда-паши в Мечети Михримах-султан в Эдирнекапы.

### Семья
27 ноября 1561 года женился на внучке султана Сулеймана Великолепного, дочери Михримах-султан и Рустема-паши, Айше Хюмашах-султан. В этом браке родилось четверо сыновей и две дочери:
- Абдуррахман-бей (ум. после 1597 или после 1603)
- Шехид Мехмет-бей (ум. 20 июня 1593[14]) — санджакбей Боснии и Герцеговины; погиб в битве на реке Купа[3].
- Шехид Мустафа-паша (ум. 20 июня 1593[14]) — санджакбей Килиса; погиб в битве на реке Купа[3].
- Осман-бей (скончался в 1590/1591 году[14]) — мутаферрика (привилегированная категория придворной гвардии султана), санджакбей Карахисара, похоронен с отцом в тюрбе в мечети Михримах-султан в Эдирнекапы[3].
- Салиха-султан (ум. после 1576) — была с 1573 года замужем за Юсуфом Синаном-пашой[14].
- имя дочери неизвестно — также была замужем за Юсуфом Синаном-пашой[14][15]. Бенцони пишет о двух их сыновьях: Махмуд-паша («губернатор Кипра и Трабзона, паша Вавилона») и Хюсейн-бей («губернатор Хиоса»)[15]. Алдерсон указывает сына Махмуда (ум. 1643) и дочь, вышедшую замуж за своего дядю, Абдуррахман-бея, и родившую Султанзаде Мехмеда-пашу[14]. Эмеджен тоже называет Дживан Капыджибаши Султанзаде Мехмеда-пашу внуком Ахмеда-паши[3].

Согласно письмам Герлаха, у Семиз Ахмеда было ещё два сына. Один умер 21 ноября 1573 года, второй — 29 апреля 1576 года. Также Герлах пишет о свадьбе одной из дочерей Ахмеда-паши с Джигалазаде Юсуфом Синаном-пашой 8 ноября 1576 года. Неясно, какая из дочерей имеется в виду, но, если Алдерсон не ошибается, датируя брак Салихи 1573 годом, то речь идёт о второй дочери.

## Личность
Прозвище (лакаб) «Семиз» или «Семин» (жирный) Ахмед-паша получил за свою комплекцию. Но так его стали называть позднее. У него также было прозвище «Гюзель» (красивый). Кроме того, Андреа Бадоаро сообщал, что ещё один лакаб — «Эрколе» (Геркулес) — он получил в Эндеруне, поскольку в свои молодые годы он был силён как Геркулес.
Семиз Ахмед-паша был не самой заметной фигурой. По словам венецианских посланников, Ахмед-паша не участвовал в переговорах. Поэтому его личность не сильно интересовала венецианцев. Но небольшую характеристику Бадоаро ему даёт: «Большой и хорошо сформировавшийся человек; выглядящий мерзко и трусливо; излишне увлечённый обжорством и женщинами». А вот в том, на ком Семиз Ахмед-паша женат, он делает ошибку. Тут он путает Ахмеда-пашу с Зал Махмудом-пашой. Он пишет, что «Тас имеет женой дочь сестры нынешнего султана, которая была женой Рустема-паши», про Ахмеда-пашу пишут, что его жена — «дочь султана, которая была женой Хасана-паши» (речь о Шах-султан, дочери Селима). Константино Гардзони путает Ахмеда-пашу с Шемси Ахмедом-пашой. Он пишет, что Ахмед-паша «родственник султана через женщин, сын дочери дочери [внучки] Баязида». Чаще всего Семиз Ахмеда-пашу путают именно с Шемси Ахмедом-пашой; у них одинаковое имя, они жили в одно время и оба умерли весной 1580 года.